# ۲٬۶-دی‌هیدروکسی‌بنزوئیک اسید
۲٬۶-دی‌هیدروکسی‌بنزوئیک اسید (به انگلیسی: 2,6-Dihydroxybenzoic acid) با فرمول شیمیایی C۷H۶O۴ یک ترکیب شیمیایی با شناسه پاب‌کم ۹۳۳۸ است؛ که جرم مولی آن ۱۵۴٫۱۲ g/mol می‌باشد.